# Robert Rockwell
Robert Rockwell (Lake Bluff (Illinois), 15 oktober 1920 - Malibu (Californië), 25 januari 2003) was een Amerikaanse acteur.

## Biografie
Rockwell heeft zijn opleiding genoten aan de Pasadena Playhouse en haalde zijn master.
Rockwell begon in 1948 met acteren in de film You Gotta Stay Happy. Hierna heeft hij nog meerdere rollen gespeeld in films en televisieseries zoals The Lone Ranger (1950-1952), Our Miss Brooks (1952-1956), The Man from Blackhawk (1959-1960), Perry Mason (1959-1965), Lassie (1959-1970), Diff'rent Strokes (1979-1984), E/R (1984), Dynasty (1984-1986), Dallas (1980-1986) en Growing Pains (1988-1990). Hij verscheen ook in meer dan tweehonderd televisiecommercials en voice-overs.
Rockwell heeft ook een aantal keren in het theater gestaan, in 1946 met Cyrano de Bergerac op Broadway en in de jaren zestig met A More Perfect Union in San Diego (Californië). 
Rockwell trouwde in 1942 en kreeg hieruit vijf kinderen.
Rockwell stierf op 25 januari 2003 ten gevolge van kanker in Malibu (Californië).

## Filmografie

### Films
Selectie:
- 1953 The War of the Worlds – als boswachter
- 1952 The Turning Point – als verslaggever
- 1951 Week-End with Father – als Kennedy de boswachter
- 1951 The Prince Who Was a Thief – als Bogo
- 1951 Call Me Mister – als sergeant

### Televisieseries
Uitgezonderd eenmalige gastrollen.
- 1988 – 1990 Growing Pains – als Wally Overmier – 5 afl.
- 1989 Newhart – als Jack Gorsky – 2 afl.
- 1984 E/R – als John Harrison – 2 afl.
- 1979 - 1984 Diff'rent Strokes – als Tom Bishop – 7 afl.
- 1977 – 1978 Search for Tomorrow – als dr. Greg Hartford - ? afl.
- 1970 Lassie – als Will Thorne – 4 afl.
- 1969 – 1970 The Bill Cosby Show – als Tom Bennett – 3 afl.
- 1970 Lassie – als Dean Chalmers / Tom Wade – 6 afl.
- 1959 – 1960 The Man from Blackhawk – als Sam Logan – 37 afl.
- 1952 – 1956 Our Miss Brooks – als Philip Boynton – 104 afl.

- Bibliothèque nationale de France: cb14221490m (data)
- Gemeinsame Normdatei: 1284107795
- International Standard Name Identifier: 0000 0000 8892 6625
- Library of Congress Control Number: no2010107446
- SNAC: w6gq9tvz
- Virtual International Authority File: 129426395
- WorldCat: E39PBJh8MXQ83kYmQGrQQtJMT3